# Trioxalatoferrato(III) de potássio
Trioxalatoferrato(III) de potássio, também conhecido como ferrioxalato de potássio, é um composto de coordenação de fórmula K3[Fe(C2O4)3] no qual há um átomo de ferro como átomo central. Possui geometria molecular octaédrica, e três oxalatos bidentados ligam-se ao metal de transição, que apresenta número de oxidação +3. O potássio presente no complexo age como um contraíon, balanceando as cargas negativas oriundas dos oxalatos.
Os cristais do sal em estado tri-hidratado destacam-se pela coloração verde esmeralda. Em solução aquosa, esse sal se dissocia formando o ânion ferrioxalato, de cor verde fluorescente. O trioxalatoferrato(III) de potássio é comumente usado em actinometria, um processo de medição de luminosidade.

## Preparação
O complexo pode ser sintetizado pela reação entre sulfato de ferro(III), oxalato de bário e oxalato de potássio:
Fe2(SO4)3 + 3BaC2O4 + 3K2C2O4 → 2K3[Fe(C2O4)3] + 3BaSO4
Os reagentes são misturados em água e o precipitado sólido de sulfato de bário(BaSO4) é removido. A solução resultante é então resfriada, permitindo a ocorrência da cristalização.
Outra síntese comum é a reação de uma solução aquosa contendo cloreto de ferro(III) hexahidratado com oxalato monohidratado. Em seguida, o sólido é filtrado usando um funil de Büchner e recristalizado para remover impurezas:
FeCl3·6H2O + 3K2C2O4•H2O → K3[Fe(C2O4)3]·3H2O + 3KCl + 6H2O

## Fotorredução

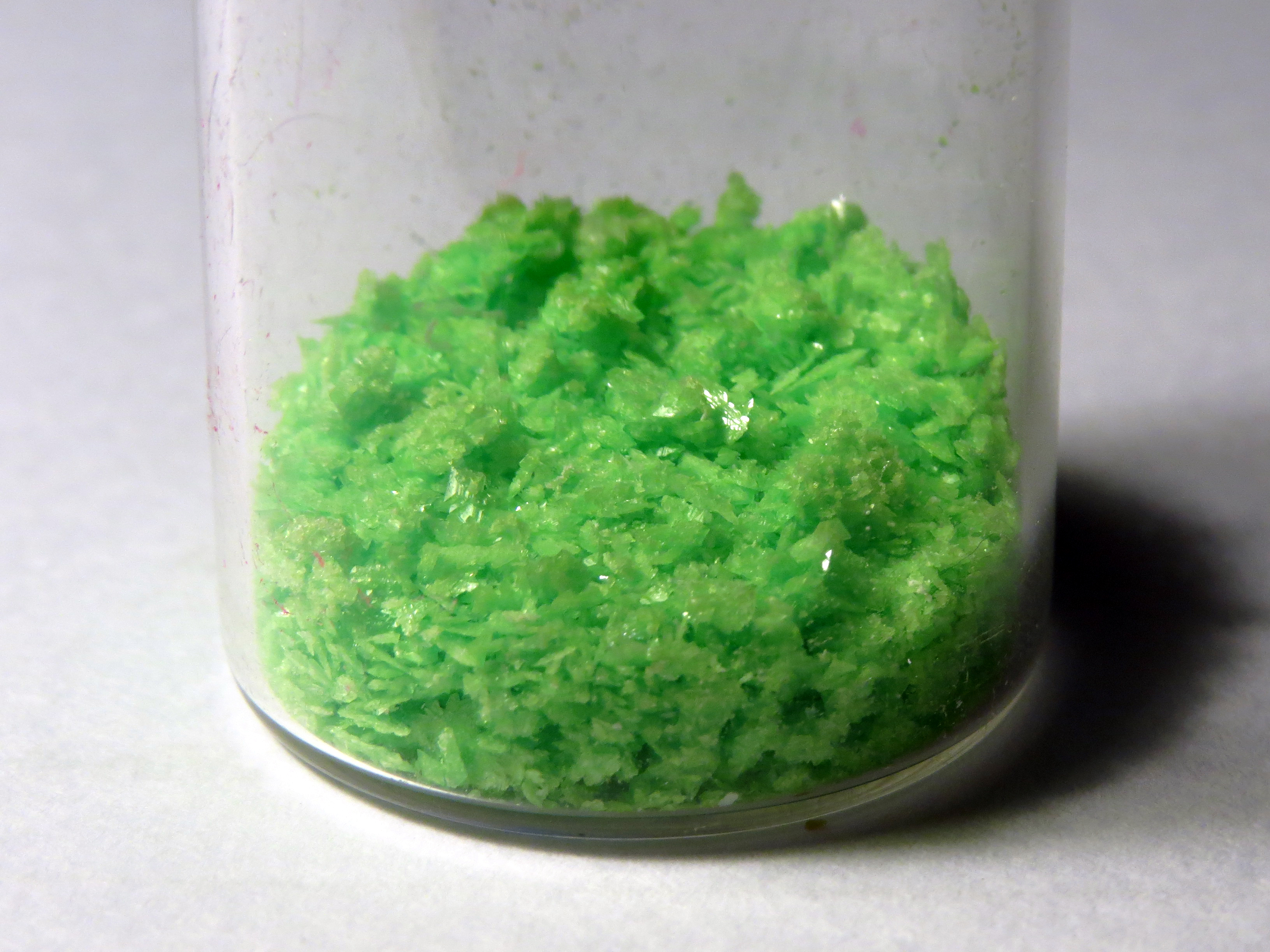
Cristais de trioxalatoferrato(III) de potássio trihidratado

Quando em solução, o complexo ferrioxalato sofre fotorredução, um processo químico no qual há a absorção de fótons e consequente decomposição da substância, formando 
Fe(C2O4)2−
2 e CO2. O átomo de ferro ganha um elétron, passando ao estado de oxidação +2, enquanto que um íon oxalato é oxidado em dióxido de carbono:
2[Fe(C2O4)3]3− + hv → 2[Fe(C2O4)2]2− + 2CO2 + 
C2O2−
4